# DF-31
Dong Feng-31 ("Vântul estic" (Chineză:东风导弹/東風飛彈); DIA: CSS-9) este o rachetă balistică intercontinentală în trei trepte, cu combustibil solid, în serviciul Republicii Populare Chineze.